# Evel Knievel
Evel Knievel, de son vrai nom Robert Craig Knievel, Jr., né à Butte (Montana) le 17 octobre 1938 et mort à Clearwater (Floride) le 30 novembre 2007, est un motard cascadeur américain. Il est le père de Robbie Knievel.

## Biographie
Evel Knievel a réalisé des cascades hautement médiatisées, dont une tentative de saut au-dessus du Snake River Canyon (en), un canyon de l'Idaho.
Le 26 mai 1975, il est blessé après une tentative de saut à moto au-dessus de treize bus à étage au stade de Wembley.
Le 31 janvier 1977 à Chicago, il se casse la clavicule et la main droite en sautant au-dessus d'une piscine remplie de requins.
Il existe une attraction portant son nom, située à Six Flags St. Louis depuis 2008 aux États-Unis. Il s'agit d'un parcours de montagnes russes en bois ouvert et nommé à titre posthume, construit par GCI.
Evel Knievel meurt le 30 novembre 2007, des suites d'une fibrose pulmonaire.

## Sécurité à moto
Knievel était un partisan du port du casque à moto et a constamment encouragé ses fans à le porter. Lors d'une cascade au Caesars Palace de Las Vegas, Knievel a fait une chute à la suite de laquelle il s'est cogné la tête au sol : le casque Bell Star qu'il portait ce jour-là est supposé lui avoir sauvé la vie et à la suite de cet accident, chacun des casques intégraux de Knievel a porté le slogan « Color Me Lucky » que l'on pourrait traduire par « porte-moi chance ». En tant qu'ardent défenseur du port du casque, Knievel a jadis promis une récompense à quiconque le verrait faire une cascade sans cet accessoire.
En 1987, Knievel a soutenu un projet de loi pour rendre le port du casque obligatoire dans l'État de Californie. Lors de la réunion de l'Assemblée du Comité des transports, Knievel a été présenté comme « the best walking commercial for a helmet law » soit : « la meilleure publicité vivante pour une loi sur le port du casque ».
L'un des grands rêves de Knievel était de traverser le Grand Canyon à l'aide d'un réacteur dorsal.

## Filmographie
Outre de nombreuses apparitions dans des téléfilms et documentaires axés sur sa vie et ses cascades, Knievel a joué un petit rôle, non crédité au générique, dans le film Les Anges gardiens (Freebie and the Bean), sorti en 1974. Parmi les films où il a joué son propre rôle, figure Le Casse-cou (Viva Knievel!) sorti en 1975. Il a joué son propre rôle dans l'épisode 7 de la saison 3 (La liberté est à l'ouest) de la série Super Jaimie (Bionic Woman).

## Dans la culture populaire

### Cinéma
- Evel Knievel est le personnage principal de deux films : 
  - Evel Knievel (en) film de Marvin J. Chomsky, sorti en 1971 avec George Hamilton dans le rôle titre.
  - Evel Knievel (en) téléfilm de John Badham, sorti en 2004 avec George Eads dans le rôle titre.
- En 1998, dans le film Armageddon, c'est en pensant à Evel Knievel que A.J. Frost (Ben Affleck) imagine son stratagème pour franchir un canyon sur l'astéroïde.
- Le personnage de Duke Caboom dans le film d'animation Toy Story 4[4] serait une référence au cascadeur américain.
- il apparait dans Les Minions 2 : Il était une fois Gru, lors de sa tentative de saut au-dessus du Snake River Canyon.
- Dans le film L'Homme au pistolet d'or (1974 - réalisation Guy Hamilton), Roger Moore alias James Bond, au moment de franchir avec sa voiture un fleuve en utilisant un pont détruit, demande à son passager, Clifton James alias J.W. Pepper, s'il connait Evel Knievel, puis exécute une cascade lui permettant d'arriver sur l'autre rive et de reprendre sa poursuite de Cristopher Lee alias Scaramanga.

### Télévision
- Dans le 24e épisode de la saison 4 de la série télévisée How I Met Your Mother (Le grand saut), le personnage de Marshall fait référence à Evel Knievel, ainsi qu'à son ex-épouse Linda Knievel, lorsqu'il se donne du courage pour sauter au dessus du vide pour atteindre la terrasse du toit d'en face[5].

### Musique
- En 1974, le groupe anglais de rock progressif Genesis fait référence à Evel Knievel dans le morceau Riding The Scree de leur double-album The Lamb Lies Down On Broadway : « Evel Knievel, you've got nothing on me... Here I go! ».
- En 2024, le groupe australien de rock psychédélique King Gizzard and the Lizard Wizard mentionne Evel Knievel dans sa chanson Le Risque, sortie sur leur album Flight b741 : « Hello, Evel Knievel ».

### Autres
- En 1977, la société Bally Entertainment a sorti un jeu de flipper produit à 14 000 exemplaires sur le thème d'Evel Knievel[6].